# نوزاد جعدان
نوزاد جعدان، 1984 شاعر وكاتب سوري معاصر، ولد في 13 مايو 1984 بمدينة دمشق من أسرة كردية سورية، تقطن في شمال محافظة حلب، في قرية ماسيكان براجو، والده الأديب جعدان بكر جعدان، درس الإعلام في الجامعة السورية وتخرج عام 2008، يعمل كصحفي في إمارة الشارقة.

## الجوائز الأدبية
- جائزة الشارقة للإبداع العربي المركز الأول في مجال المسرح عن مسرحيته وطن شبه منحرف الإمارات العربية المتحدة2016.[2]
- جائزة نعمان الأدبية الثقافية في مجال القصة القصيرة لبنان2008.[3]
- رُشح للميدالية الذهبية وشاعر عام2007 في أكاديمة يونفيرسال هولندا2008 .[4]
- شهادة تقدير من موسوعة الشعراء العرب الجزء الأول من المغرب2009[5]
- جائزة مركز النور للإبداع في مجال أدب الطفل العراق 2009.[6]
- جائزة كاستلو دي دوينوالشعرية العالمية في إيطاليا2010 [7]

- جائزة أرت أتاك الشعرية العاليمة في كرواتيا2010.[8]
- جائزة الوسط للقصة القصيرة في البحرين 2017 [9]
- جائزة العربي بالتعاون مع اذاعة البي بي سي الكويت 2012 [10]
- القائمة القصيرة في جائزة كاتب ياسين للمسرح عن مسرحية بطولة مطلقة الجزائر 2015 [11]
- القائمة الطويلة لجائزة راشد بن حمد الشرقي 2018 الإمارات العربية المتحدة عن مسرحية عسس في ليل لا ينعس [12]

## أعماله
يكتب الشعر، القصة القصيرة، قصص الأطفال، المقالة الصحفية، وباحث في مجال السينما الهندية.

### صدر له
- حائطيات طالب المقعد الأخير شعر - دار فضاءات - الأردن 2014[13]
- أغاني بائع المظلات شعر - دار الفرقد - دمشق 2014[14]
- سعيد جدا شعر - دار نينوى- دمشق 2014[15]
- خزانة ترابية مجموعة قصصية - دار الياسمين- الشارقة 2014[16]
- رواد السينما الهندية الجزء الأول - دار الياسمين- الشارقة 2014[17]
- وطن شبه منحرف مسرحية- دائرة الثقافة والإعلام - الشارقة 2016[18]
- مختارات من الشعر العالمي - دار نبطي للنشر - الإمارات العربية المتحدة [19]

- بطولة مطلقة مسرحية - دار أمل الجديدة- سورية [20] 2017
- سكاكين أليفة - دار أمل الجديدة - سورية 2018[21]
- ديفداس «ترجمة» - دار أمل الجديدة - سورية 2018

## من كلمات الأغاني
قصيدة صدى الجراح التي لحّنها وغناها الفنان الكردي السوري أحمدي جب في الدانمارك